# Joseph Werbrouck
Joseph Emmanuel Antonius Werbrouck-Pieters (Antwerpen 1775 - 7 april 1850) was lid van het Belgisch Nationaal Congres

## Levensloop
Joseph E. A. Werbrouck-Pieters was onder het Verenigd Koninkrijk lid van de Tweede Kamer.
De Antwerpse kiezers stuurden hem in november 1830 naar het Nationaal Congres. Hij liet er zich kennen als tegenstander van de eeuwigdurende uitsluiting van de Nassaus, en werd hierdoor als orangist beschouwd, ook al liet hij in een lange redevoering meer genuanceerde argumenten horen. Verder werd hij ook tot de groep van de antiklerikalen gerekend, hoewel dit verder onderzoek zou vereisen. Zijn stem voor een kandidaat-koning die eerder nostalgie naar de tijd van het Oostenrijks bewind opriep, en zich aldus in de kleine minderheid bevindende van zeer conservatieve congresleden, is niet bijzonder conform van wat van een antiklerikaal werd verwacht.
Hij stemde, zoals de meerderheid voor de onafhankelijkheidsverklaring. Bij de eerste stemmingen voor een staatshoofd, ging zijn voorkeur uit naar Karel van Oostenrijk-Teschen. Hij stemde voor Surlet de Chokier als regent.
Op 4 april 1831 liet hij weten dat hij zijn opdracht als volbracht beschouwde en nam hij ontslag. Hij werd opgevolgd door de jonge plaatsvervangende verkozene, Louis Jacobs.
Hij werd nadien nog een actief gemeenteraadslid in Antwerpen.